# Spassky (distrito)
Spassky (em russo:  Спа́сский райо́н; em tártaro:  Спаск районы) é um distrito do Tartaristão, uma das repúblicas da Rússia.